# Альденьга
Альденьга (Альденга) — река в России, протекает по территории Ловозерского района Мурманской области. Устье реки находится в 127 км по левому берегу реки Поной. Длина реки — 43 км, площадь водосборного бассейна — 306 км². Протекает вдали от населённых пунктов. В среднем и нижнем течении река порожиста.

## Данные водного реестра
По данным государственного водного реестра России относится к Баренцево-Беломорскому бассейновому округу, водохозяйственный участок реки — река Поной. Речной бассейн реки — бассейны рек Кольского полуострова и Карелии, впадает в Белое море.